# Demokrit (Velázquez)
Demokrit, znan tudi kot Geograf in Nasmejani geograf, je slika, ki jo pripisujejo Velázquezu, ki naj bi jo naslikal okoli leta 1628 in je od leta 1886 shranjena v Muzeju lepih umetnosti v Rouenu (Francija).

## Zgodovina slike
Zdi se, da gre za sliko, omenjeno kot Filozof s smejočim se balonom, izvirnik Diega Velázqueza v popisu premoženja Gasparja de Haro y Guzmana, markiza Carpijskega, ki sta ga leta 1689 Claudio Coello in José Jiménez Donoso ocenila na 1000 reales. Ista slika je bila leta 1692 dana markizovemu vrtnarju Pedru Rodríguezu za plačo, ki mu jo je dolgoval, in je bila ponovno opisana v dokumentu, ki ga je objavila Pita Andrade kot Portret palice filozofa, ki se smeje z balonom, original avtor Diego Belázquez.  Leta 1789 je bila v finančnem uradu v Rouenu, sedežu prefekture Seine-Inférieure, od tam pa je leta 1886 odšla v muzej.
Slika je bila že pred pojavom omenjenih dokumentov povezana z Velázquezom (pred tem pa z Joséjem de Ribero), ki se je v liku, ki ga predstavlja, poskušal identificirati z enim od dvornih norčkov. Weisbach pa je tudi napredoval s karakterizacijo Demokrita, filozofa, ki se smeji, tradicionalno soočenega s Heraklitom, filozofom, ki joka, ki ga je bilo običajno predstavljati z globusom, predmetom njegovih solz in veselja.
Na prvi pogled je mogoče videti preslikavo na roki na krogli, ki je bila prvotno videti obrnjena navzgor in držala nekaj v sebi, morda kroglo ali steklen kozarec, delno pritrjen na globus, ki je bil dodan pozneje, ko je bil pivec dostojanstven v kategorijo modrega človeka. Dve imitaciji ali kopiji osnovnega stanja, domnevni alegoriji Okusa, najdemo v Toledu (Ohio), Museum of Art in v Mora (Švedska), Zornmuseet, v katerem je isti lik predstavljen brez balona in z orokavičeno levo roko, ki drži visok kozarec za vino.

## Opis slike
Na sliki je upodobljena figura, nekoliko večja od polovice dolžine in v profilu, z obrazom obrnjena proti gledalcu, ki se mu smehlja in z levo roko kaže na globus pred seboj na mizi, na kateri sta tudi dve zaprti knjigi, vezani na pergament. Nosi črn kombinezon, čez katerega izstopa bel čipkast plašček in rdečkasto ogrinjalo, ki se, nabrano okoli podlahti, ovija okoli hrbta. Glede na tehniko izvedbe je mogoče opaziti dva zelo različna načina: obleka in preostali elementi tihožitja so rešeni z zelo napeto potezo čopiča, zlasti pri obdelavi ogrinjala, medtem ko sta glava in roka videti obdelani z zelo lahkimi potezami čopiča in tekočo obdelavo, okoliščina, ki jo kritiki pojasnjujejo s predpostavko, da bi bila slika naslikana okoli leta 1628, zaradi tehničnih podobnosti z Bakhovim zmagoslavjem, naslikanim na ta datum, ki jo je Velázquez sam retuširal pozneje, kar bi lahko bilo odloženo do leta 1640, ko bi začel s prebarvanjem glave in roke z bolj razvito tehniko.